# Stratégia (együttes)
A Stratégia egy magyar metal együttes.

## Története
A Stratégia 1996-ban alakult Hódmezővásárhelyen. Kezdetben nemzeti rock együttesek dalait tanulták be és ezeket játszották. Az évek előrehaladtával a zenei stílus a heavy metal felé fordul. Dalaikban nagy hangsúlyt kap a hazaszeretet. A bemutatkozó koncertet 1997 áprilisában rendezték Hódmezővásárhelyen, ahol a feldolgozások mellett már néhány saját szerzeményt is játszottak.
Egymás után írták a dalokat és a munka hosszú idő után meghozta gyümölcsét. 2000-ben a BIKINI Stúdióban felvették első nagylemezüket, melynek címe Láss tisztán!. Második lemezük 2002-ben lát napvilágot A végzet kardja címmel. Folyamatosak voltak a tagcserék, melyek eléggé megnehezítették az aktív munkát és az új dalok készítését.
2005-ben a német Böhse Onkelz dalait kezdték el próbálni. A tervekkel ellentétben ezt a műsort csak egy koncerten mutatták be 2006-ban Hódmezővásárhelyen. Ezután ismét saját szerzeményeken dolgoztak. 2008-ban megjelentettek egy 3 számos demófelvételt, melynek címe Népek tavasza. 2009 október 6-án megjelent harmadik nagylemezük Változás szele címmel.
Az elkövetkező évek nem teltek eseménytelenül, több tucat koncert Magyarországon, Délvidéken és Erdélyben. 2012-ben elkezdte a Stratégia zenekar az új lemez felvételét, mely az addigi albumokkal szemben még több metalt és egetrengető hangulatot vitt a zeneszeretők lelkébe. 2013. február 11-én megjelent a Vérzik e föld című Stratégia nagylemez, mely a zenekar első angol számát is tartalmazta.

## Tagok

### Jelenlegi felállás
- Török József - ének (1997–2001, 2003–)
- Szilágyi Zsolt - ének (2001–2003) , gitár (1996–)
- Lugasi Attila - basszusgitár (2010–)
- Kurunczi Ferenc - dob (1998–2001, 2005–2007) , gitár (2007–)
- Győri Gergely - dob (2007–)

### Korábbi tagok
- Szabó Róbert - ének (1996–1997)
- Papp Tamás - dob (1997–1998)
- Lebenguth Gergely - basszusgitár (1996–1998) , gitár (1998–2003)
- Bajusz Károly - dob (2001–2005)
- Szécsényi István - gitár (2003–2006)
- Mészáros István - basszusgitár, vokál (1998–2010)
- Csarmaz Lilla - ének, vokál (2009–2011)
- Kovács Róbert - billentyűk, vokál (2008, 2009–2014)

## Diszkográfia
Stúdióalbumok
- Láss tisztán! (2000)
- A végzet kardja (2002)
- Népek tavasza (2008)
- Változás szele (2009)
- Elhallgatott (2010)
- Vérzik e föld (2013)